# Бранткалн, Детлав Карлович
Де́тлав Ка́рлович Бра́нткалн (латыш. Detlavs Brantkalns, 23 июня 1898, Маленгоф, Тирзенская волость, Валкский уезд, Лифляндская губерния — 8 августа 1979, Рига) — советский военный деятель, генерал-лейтенант (11 июля 1945).

## Начальная биография
Родился 11 (23) июня 1898 года в Маленгофе Тирзенской волости Лифляндской губернии (ныне территория Гулбенского края Латвии).
Член РКП(б) с 1916 года.

## Военная служба

### Гражданская война
В 1917 году вступил в Красную гвардию, а с августа 1918 года служил красноармейцем, а затем командиром отделения 2-го Советского революционного сводного полка, после чего принимал участие в боевых действиях на Восточном фронте РККА. В декабре того же года был назначен на должность помощника начальника боевого коммунистического отряда Старогульбенского района (Латвия), а с февраля 1919 года служил на должностях командира роты и батальона Старогульбенского уездного военного отдела. С июня того же года служил красноармейцем партизанского отряда политического управления 15-й армии (Западный фронт), а с октября — ответственным кладовщиком и исполняющим должность заведующего материальным складом 18-го Военстроя этой армии. Принимал участие в боевых действиях против эстонских и немецких войск на территории Латвии, осенью 1919 года — против войск под командованием генерала Н. Н. Юденича под Петроградом.
В апреле 1920 года Бранткалн был направлен на учёбу на политические курсы Политического управления Западного фронта, после окончания которых в августе того же года назначен на должность военного комиссара 501-го стрелкового полка (56-я стрелковая дивизия, Западный фронт), после чего принимал участие в Советско-польской войне на гродненском направлении. С февраля 1921 года исполнял должность помощника военкома 497-го, 498-го и 499-го стрелковых полков этой же дивизии, участвовал в подавлении Кронштадтского восстания.

### Межвоенное время
В августе 1923 года Бранткалн был назначен на должность военкома 48-го стрелкового полка (16-я стрелковая дивизия, Ленинградский военный округ), а в октябре 1924 года — на должность военкома 104-го стрелкового полка (35-я стрелковая дивизия, Сибирский военный округ), дислоцированного в Иркутске.
В августе 1925 года направлен на учёбу на Стрелково-тактические курсы «Выстрел», после окончания которых в сентябре 1926 года назначен на должность командира 15-го отдельного стрелкового батальона (Ленинградский военный округ), в октябре 1927 года — на должность помощника командира по строевой части сначала 33-го стрелкового полка 11-й стрелковой дивизии, а затем 30-го «Череповецкого» стрелкового полка 10-й стрелковой дивизии.
10 января 1930 года вновь направлен в Сибирский военный округ и назначен на должность командира и военкома 36-го «Славгородского» стрелкового полка (12-я стрелковая дивизия), а в июле 1937 года — на должность коменданта Нижне-Амурского укреплённого района, дислоцированного в городе Николаевск-на-Амуре). В мае 1938 года уволен в запас по ст. 44 п. «в».
Несколько родственников Детлава Бранткална были арестованы и расстреляны во время Большого террора. Сам он был обвинён в участии в «латышской фашистской организации», однако данные обвинения вскоре сняты благодаря широкомасштабному расследованию деятельности полпреда НКВД по Дальнему Востоку Генриха Люшкова, который летом 1938 года сбежал к японцам. В ходе чистки от людей Люшкова были обнаружены факты садистских методов следствия и необоснованных арестов. Вскоре были освобождён ряд находившихся в тюрьмах военнослужащих, в их числе и Бранткалн. В марте 1940 года восстановлен в кадрах РККА и назначен на должность преподавателя на Высших стрелково-тактических курсах «Выстрел».

### Великая Отечественная война
С началом войны Детлав Карлович Бранткалн находился на прежней должности.
В декабре 1942 года был назначен на должность командира 43-й гвардейской Латышской стрелковой дивизии, которая в начале 1943 года в составе 27-й армии (Северо-Западный фронт принимала участие в боевых действиях в ходе Демянской наступательной операции, однако вследствие её неуспеха была выведена в резерв фронта и до октября 1943 года занималась боевой подготовкой, а также производила работы по строительству оборонительных сооружений на реке Ловать. В октябре 1943 года дивизия была передислоцирована в район города Торопец, где была включена в состав 22-й армии (2-й Прибалтийский фронт) и приняла участие в ходе Ленинградско-Новгородской операции, во время которой после прорыва сильной укреплённой долговременной обороны противника, дивизия вела наступательные боевые действия в районе станции Насва (40 км севернее города Новосокольники).

Командир 97-го стрелкового корпуса генерал-лейтенант Ю. В. Новосельский в феврале 1944 года в боевой характеристике отмечал: 
Товарищ Бранткалн Д. К. опытный, подготовленный и авторитетный командир. Организовать бой может. Потребовать от войск выполнение задач умеет. Дисциплинированный, волевой, честный и правдивый генерал. Пользуется авторитетом среди своих подчинённых. Заботливый, трудолюбивый. Дивизия в боевом отношении подготовлена и в последних боях показала хорошие боевые качества.
5 июня 1944 года Бранткалн был назначен на должность командира 130-го стрелкового Латышского корпуса, который принимал участие в боевых действиях в ходе Прибалтийской и Рижской наступательных операций, а также в освобождении города Рига. За успехи в данных боях корпус был награждён орденом Суворова 2 степени, а его командир Бранткалн — орденом Кутузова 2 степени. Вскоре корпус в составе Ленинградского фронта принимал участие в боевых действиях по ликвидации курляндской группировки противника.

Командующий войсками 22-й армии генерал-лейтенант Г. П. Коротков, оценивая командирские качества Бранткална, указывал, что: 
командир корпуса гв. генерал-майор Бранткалн показал себя грамотным генералом, правильно понимающим природу современного общевойскового боя. Решения в любой обстановке принимает быстро и наиболее целесообразные, добивается их проведения в жизнь… Организуя бой, все роды войск с их разнообразной техникой и возможностями использует правильно, уделяя особое внимание организации их взаимодействия на всех этапах. Благодаря его умелому руководству, все ставившиеся перед корпусом задачи выполнялись.

### Послевоенная карьера
После окончания войны находился на прежней должности.
В мае 1946 года был направлен на учёбу на Высшие академические курсы при Высшей военной академии имени К. Е. Ворошилова, после окончания которых в марте 1947 года назначен на должность заместителя командира 23-го гвардейского стрелкового корпуса, в апреле 1948 года — на должность заместителя командира 16-го гвардейского стрелкового корпуса, а в апреле 1949 года — на должность помощника командующего войсками Беломорского военного округа по военно-учебным заведениям.
В 1947—1950 годах Бранткалн избирался депутатом Верховного Совета СССР 2-го созыва.
Генерал-лейтенант Детлав Карлович Бранткалн в марте 1954 года в связи с длительной болезнью зачислен в распоряжение Главного управления кадров «с сохранением за ним денежного содержания во время лечения» и в сентябре того же года вышел в отставку. Умер 8 августа 1979 года в Риге. Похоронен на кладбище Райниса.

## Награды
- Два Ордена Ленина (в том числе 21.02.1945);
- Орден Октябрьской Революции (04.07.1979)[7];
- Четыре ордена Красного Знамени (14.10.1943, 17.01.1944, 03.11.1944, 20.06.1949);
- Орден Суворова 2-й степени (29.06.1945);
- Орден Кутузова 2-й степени (29.07.1944).

Медали, в том числе:
- Медаль «XX лет РККА» (1938);
- Медаль «За победу над Германией в Великой Отечественной войне 1941–1945 гг.» (09.05.1945).

Почётный гражданин города Риги (1974).

## Воинские звания
- Генерал-майор (29 января 1943 года);
- Генерал-лейтенант (11 июля 1945 года).

## Память
С 1983 по 2022 год имя Детлава Бранткална носила улица в Пурвциемсе — жилом районе Риги.